# Shion Hirota
Shion Hirota (廣田 詩夢?, Hirota Shion; Tokyo, 23 settembre 1986) è una doppiatrice giapponese.
Attualmente lavora alla Production Baobab.

## Ruoli
- Akahori Gedou Hour Rabuge - Utano Hokke
- Amatsuki - Shuten Dōji nell'Ep. 3
- Canvas 2 ~Niji iro no sketch~ - Studentessa nell'Ep. 5
- Di Gi Charat Nyo! - Akua
- Galaxy Angel X - Una bambina negli Ep. 11, 15; Chiyoko nell'Ep. 2; Donna nell'Ep. 24
- Hanamaru yōchien - Satsuki
- Jigoku shōjo (Terza Serie) - Sasayama Kokoro nell'Ep. 12
- Inukami! - Furano
- Karin - Studentessa nell'Ep. 10
- Lime-iro Ryuukitan X - Tōshi
- Mobile Suit Gundam 00 the Movie: Awakening of the Trailblazer
- Soreyuke! Gedou Otometai - Utano Hokke
- Umineko no naku koro ni - Siesta 00
- Let's Go Taffy - Chocolat
- Yume Tsukai - Ragazza nell'Ep. 1; Paipai nell'Ep. 10
- Yumeiro Pâtissière - Amélie nell'Ep. 23